# 2252 CERGA
2252 CERGA eller 1978 VT är en asteroid i huvudbältet som upptäcktes den 1 november 1978 av den japanske astronomen Kōichirō Tomita vid CERGA-observatoriet i Frankrike. Den har fått sitt namn efter CERGA-observatoriet.
Asteroiden har en diameter på ungefär 17 kilometer och den tillhör asteroidgruppen Astraea.